# Frances Vorne
Frances Vorne, née le 30 mai 1920 à New York et décédée le 8 août 1990 à New York, et connue sous le surnom The Shape (qu'elle s'attribue elle-même), devint célèbre à a fin de 1944, remportant le titre tant convoité de Pin-Up Girl de l'année. C'est d'abord, l'Associated Press qui lui octroie le titre, puis The Shape connu une gloire éphémère plus éclatante, sa renommée ayant traversé l'océan atlantique : le ministère britannique de l’Information ayant vu sa photo dans le London Daily Mirror, a immédiatement téléphoné aux États-Unis pour obtenir la permission de la republier,.
En 1945, Frances devint l'une des dernières égéries du Yank, the Army Weekly un magazine hebdomadaire publié par les Forces armées des États-Unis durant la Seconde Guerre mondiale, écrit exclusivement par des militaires du rang et destiné aux soldats, marins et aviateurs servant en dehors des États-Unis. Yank fut le magazine le plus lu de l'histoire de l'armée américaine, atteignant une diffusion mondiale de plus de 2,6 millions d'exemplaires.

## Biographie
Le passé de Frances est empreint d'une part de mystère. Née au début des années 1920, comme la plupart des filles de couverture de Yank, les journaux de l'époque lui conférait une origine ukrainienne. ce qui aurait probablement pu l'associer une famille Vorne, qui a émigré dans les années 1910 de la Russie vers les États-Unis (l'Ukraine faisant alors partie de la Russie). Ses parents étaient Jacob et Pearl. Frances avait deux frères plus jeunes, Daniel et Martin, et une sœur, Zelda. Frances n'aurait plus vécu avec eux dans les années 1940. Elle mesurait 1,69m pour 57 kg avec une poitrine de taille 36.
Frances (alias The Shape tant l'anatomie fut parfaite au regard des critères des années 1940s),, faisait régulièrement les couvertures des journaux de 1945,, et y figurait dans de nombreuses affiches publicitaires. L'histoire rapporte notamment des flashs d'information de propagande pour l'armée américaine, : « Frances Vorne a un ami soldat qui est rentré chez lui d'outre-mer il y a quelques jours avec un cadeau, les restes d'un parachute allemand, Frances, qui aime nager plus que tout, a découvert qu'il restait juste assez de vêtements pour confectionner un maillot de bain. »
Frances Vorne voulait être actrice. Après un bout d'essai avec la Twentieth Century Fox qu'elle n'a pas transformé, et quelques apparitions dans des courts-métrages de propagande militaire elle n'aurait jamais été crédité par la suite d'un seul film (selon IMDB).
Frances Vorne a été consacrée « Vénus moderne » et fut la star de la «Swim Suit Revue». Sa dernière apparition en tant que cover girl fut la couverture de juin 1947 de Police Gazette Magazine.
Frances Vorne s'était déjà mariée avant 1945 et a divorcé en 1946. Elle a continué de travailler comme mannequin et faire diverses apparitions en tant que pin up et modèle photo, au moins jusqu'en 1949, puis elle disparaît du monde médiatique.
Frances Vorne meurt le 8 août 1990 à New York.